# Марков, Михаил (шахматист)
Михаи́л Ма́рков (род. 17 марта 1989) — кыргызстанский шахматист, международный мастер (2013), шахматный тренер. Участник Кубка мира 2013. Чемпион Кыргызстана по рапиду (2023)
В составе сборной Кыргызстана — участник на 2-й доске олимпиады 2016 в Баку (+3-3=3) и олимпиады 2022 в Ченнаи (+6-0=4).

## Биография
В 2013 году, удачно выступив в зональном турнире в Оше, выполнил норматив международного мастера. В 2016 году выполнил первую норму гроссмейстера. В сентябре того же года вышел на первое место среди кыргызстанцев в рейтинге ФИДЕ по классическим шахматам.
На чемпионате Кыргызстана 2024 года занял 4-е место с результатом (+5-1=5).